# بلدة سولون (ليلاناو مقاطعة)
سولون، ليلاناو مقاطعة (بالإنجليزية: Solon Township, Leelanau County, Michigan)‏ هي بلدة تقع بولاية ميشيغان في الولايات المتحدة. تبلغ مساحتها 76.9 (كم²)، وترتفع عن سطح البحر 186 م، بلغ عدد سكانها 1542 نسمة في عام تعداد الولايات المتحدة 2000 حسب إحصاء مكتب تعداد الولايات المتحدة وتصل الكثافة السكانية فيها 22.4 نسمة/كم2.

## المناخ
يظهر الجدول التالي التغييرات المناخية على مدار السنة لبلدة سولون:
| البيانات المناخية لـبلدة سولون    | البيانات المناخية لـبلدة سولون | البيانات المناخية لـبلدة سولون | البيانات المناخية لـبلدة سولون | البيانات المناخية لـبلدة سولون | البيانات المناخية لـبلدة سولون | البيانات المناخية لـبلدة سولون | البيانات المناخية لـبلدة سولون | البيانات المناخية لـبلدة سولون | البيانات المناخية لـبلدة سولون | البيانات المناخية لـبلدة سولون | البيانات المناخية لـبلدة سولون | البيانات المناخية لـبلدة سولون | البيانات المناخية لـبلدة سولون |
| الشهر                             | يناير                          | فبراير                         | مارس                           | أبريل                          | مايو                           | يونيو                          | يوليو                          | أغسطس                          | سبتمبر                         | أكتوبر                         | نوفمبر                         | ديسمبر                         | المعدل السنوي                  |
| --------------------------------- | ------------------------------ | ------------------------------ | ------------------------------ | ------------------------------ | ------------------------------ | ------------------------------ | ------------------------------ | ------------------------------ | ------------------------------ | ------------------------------ | ------------------------------ | ------------------------------ | ------------------------------ |
| متوسط درجة الحرارة الكبرى °ف (°م) | 28 (−2)                        | 31 (−1)                        | 40 (4)                         | 55 (13)                        | 67 (19)                        | 77 (25)                        | 81 (27)                        | 79 (26)                        | 71 (22)                        | 59 (15)                        | 45 (7)                         | 33 (1)                         | 56 (13)                        |
| متوسط درجة الحرارة الصغرى °ف (°م) | 16 (−9)                        | 15 (−9)                        | 21 (−6)                        | 32 (0)                         | 42 (6)                         | 51 (11)                        | 57 (14)                        | 57 (14)                        | 50 (10)                        | 40 (4)                         | 31 (−1)                        | 21 (−6)                        | 36 (2)                         |
| الهطول إنش (مم)                   | 2.8 (71)                       | 2 (51)                         | 2 (51)                         | 2.7 (69)                       | 2.8 (71)                       | 3 (76)                         | 2.6 (66)                       | 3.2 (81)                       | 4.2 (110)                      | 3.4 (86)                       | 3.2 (81)                       | 2.9 (74)                       | 34.7 (880)                     |
| المصدر: Weatherbase               |                                |                                |                                |                                |                                |                                |                                |                                |                                |                                |                                |                                |                                |

## وصلات خارجية
- The US50 - Cities and Towns in Michigan State
- Michigan Cities and Towns, Facts, Map, Flag, Colleges, Government, and More